# Anyone (пісня Джастіна Бібера)
«Anyone» (укр. Будь-хто) — пісня канадського співака Джастіна Бібера. Випущена як сингл лейблом Def Jam Recordings 1 січня 2021 року. Пісня написана Бібером, Майклом Поллаком, Раулем Кубіною та спродюсована Ендрю Ваттом, Джоном Белліоном та The Monsters & Strangerz.

## Створення
10 квітня 2020 року Бібер повідомив під час прямої трансляції в Instagram, що записав пісню під назвою «Anyone». 30 грудня 2020 року Бібер повідомив у Твіттері, що пісня вийде 1 січня 2021 року. Наступного дня він оприлюднив обкладинку та 15-секундний трейлер кліпу.
Бібер на своєму першому повноцінному концерті з 2017 року відбулося дебютне виконання «Anyone». Говорячи про пісню, Бібер сказав: «„Anyone“ — це така особлива, надійна, гімнічна пісня. Вона задає тон новому року — яскравому, сповненому надій і можливостей».

## Композиція
«Anyone» — поптрек у стилі 1980-х та 1990-х з ритмічною пульсацією. Тривалість пісні три хвилини 10 секунд.

## Музичне відео
Прем'єра музичного відео на YouTube відбулася 1 січня 2021 року. Режисером музичного відео виступив американський режисер Колін Тіллі, а американська актриса Зої Дойч зіграла у відео дівчину Бібера. Бібер зображує боксера 1960-х років, чия потужна любов до своєї другої половини надихає його тренуватися, битися і врешті-решт витримати потенційний нокаут на своєму шляху до того, щоб стати чемпіоном. Для музичного відео Бібер приховав усі свої татуювання.

### Автори
Інформація про авторів опублікована на YouTube.
- Колін Тіллі — режисер
- Джеймс Ранта — продюсер
- Вітні Джексон — продюсер
- Еліас Талбот — оператор
- Вінні Гоббс — редактор
- SB Projects[en] — менеджмент

## Комерційна успішність
Пісня дебютувала і досягла шостої сходинки в чарті Billboard Hot 100, що зробило її 22-ю піснею Бібера в першій десятці чарту США. «Anyone» дебютувала у першій п'ятірці чартів семи інших країнах, включаючи Велику Британію, Ірландію, Канаду та Австралію.

## Виконання наживо
Бібер вперше виконав пісню під час свого концерту у переддень Нового року 31 грудня 2020 року.

## Автори
Інформацію про авторів отримано із сервісу Tidal.
- Джастін Бібер — провідний вокал, автор пісні, беквокал
- Ендрю Ватт[en] — продюсування, автор пісні, беквокал, барабани, гітара, клавішні
- Джон Белліон[en] — продюсування, автор пісні, беквокал, бас, барабани, программінг
- The Monsters & Strangerz[en] — продюсування, клавішні, программінг
  - Александр Іск'єрдо — автор пісні, беквокал
  - Джордан К. Джонсон — автор пісні, беквокал
  - Стефан Джонсон — автор пісні, беквокал
- Майкл Поллак[en] — автор пісні, беквокал, клавішні
- Рауль Кубіна — автор пісні, беквокал, перкусія
- Гайді Ван — асистент зведення
- Колін Леонард — мастеринг
- Джош Гудвін — зведення
- Чарлі Пут — фортепіано
- Девін Накао — звукорежисер
- Пол ЛаМальфа — звукорежисер

## Чарти
| Чарт (2021)                               | Найвища позиція |
| ----------------------------------------- | --------------- |
| Австралія (ARIA)                          | 5               |
| Австрія (Ö3 Austria Top 75)               | 11              |
| Бельгія (Ultratop Flanders)               | 19              |
| Бельгія (Ultratip Wallonia)               | 4               |
| Billboard Global 200                      | 3               |
| Канада (Canadian Hot 100)                 | 2               |
| Чехія (Singles Digitál Top 100)           | 19              |
| Данія (Tracklisten)                       | 3               |
| Фінляндія (Suomen virallinen lista)       | 9               |
| Франція (SNEP)                            | 161             |
| Німеччина (Media Control AG)              | 30              |
| Угорщина (Single Top 40)                  | 4               |
| Угорщина (Stream Top 40)                  | 25              |
| Ірландія (IRMA)                           | 5               |
| Італія (FIMI)                             | 32              |
| Японія (Japan Hot 100)                    | 75              |
| Нідерланди (Dutch Top 40)                 | 7               |
| Нідерланди (Mega Single Top 100)          | 5               |
| Нова Зеландія (RIANZ)                     | 9               |
| Норвегія (VG-lista)                       | 2               |
| Словаччина (Singles Digitál Top 100)      | 9               |
| Швеція (Sverigetopplistan)                | 6               |
| Швейцарія (Media Control AG)              | 12              |
| Велика Британія (Official Charts Company) | 4               |
| США (Billboard Hot 100)                   | 6               |
| США (Adult Top 40) (Billboard)            | 21              |
| США (Mainstream Top 40) (Billboard)       | 16              |
| США (Rhythmic) (Billboard)                | 29              |

## Історія випуску
| Регіон                | Дата         | Формат                                             | Лейбл     | Прим.                |
| --------------------- | ------------ | -------------------------------------------------- | --------- | -------------------- |
| Різні                 | 1 січня 2021 | CD-сингл цифрове завантаження потокове відтворення | Def Jam   | [ 10 ] [ 16 ] [ 45 ] |
| Італія                | 4 січня 2021 | Contemporary hit radio                             | Universal | [ 46 ]               |
| Об'єднане Королівство | 9 січня 2021 | Adult contemporary radio                           | Def Jam   | [ 47 ]               |